# Diana Enache
Diana Enache (n. 12 decembrie 1987, Pitești, România; cunoscută anterior ca Diana Buzean) este o jucătoare de tenis română.
Enache a câștigat 13 titluri la simplu și 49 de titluri la dublu la turneele ITF în cariera ei. Pe 11 aprilie 2011 a ajuns pe locul 343, cea mai bună clasare la simplu din carieră. Pe 2 noiembrie 2015, a atins poziția 213 în clasamentul de dublu.
Enache a debutat în turneul WTA la BRD Bucharest Open 2015, la dublu cu partenera Chantal Škamlová, dar a pierdut în primul tur meciul împotriva jucătoarelor Çağla Büyükakçay și Viktorija Golubic.

## Viața personală
În iunie 2012, Diana s-a căsătorit cu fotbalistul Ionuț Buzean.
În septembrie 2016, a revenit la numele Enache.

## Finale în circuitul ITF (62–49)

### Individual: (13–18)
| Legendă                    |
| -------------------------- |
| Turnee 100.000 $           |
| Turnee 75.000 $ / 80.000 $ |
| Turnee 50.000 $ / 60.000 $ |
| Turnee 25.000 $            |
| Turnee 15.000 $            |
| Turnee 10.000 $            |

| Suprafața finalei |
| ----------------- |
| Hard (0-0)        |
| Zgură (13-18)     |
| Iarbâ (0-0)       |
| Carpet (0-0)      |

| Rezultat     | No. | Data               | Categoria | Turneu             | Suprafață | Adversar            | Scor               |
| ------------ | --- | ------------------ | --------- | ------------------ | --------- | ------------------- | ------------------ |
| Finalistă    | 1.  | 22 august 2005     | 10.000$   | București, România | Zgură     | Simona Matei        | 3–6, 0–6           |
| Finalistă    | 2.  | 22 mai 2006        | 10.000$   | Balș, România      | Zgură     | Melanie Klaffner    | 3–6, 4–6           |
| Câștigătoare | 1.  | 31 iulie 2006      | 10.000$   | București, România | Zgură     | Neda Kozić          | 6–3, 2–6, 6–4      |
| Finalistă    | 3.  | 11 iunie 2007      | $10,000   | Balș, România      | Zgură     | Natalia Orlova      | 6–2, 1–6, 5–7      |
| Finalistă    | 4.  | 5 noiembrie 2007   | $10,000   | Majorca, Spania    | Zgură     | Julia Glushko       | 0–6, 0–6           |
| Finalistă    | 5.  | 12 noiembrie 2007  | $10,000   | Majorca, Spania    | Zgură     | Sylwia Zagórska     | 1–6, 6–7(2–7)      |
| Câștigătoare | 2.  | 21 iulie 2008      | $10,000   | Hunedoara, Româia  | Zgură     | Marija Mirkovic     | 6–2, 4–6, 6–1      |
| Finalistă    | 6.  | 25 august 2008     | $10,000   | București, România | Zgură     | Conny Perrin        | 3–6, 2–6           |
| Finalistă    | 7.  | 1 septembrie 2008  | $10,000   | Brașov, România    | Zgură     | Irina-Camelia Begu  | 6–4, 4–6, 1–6      |
| Finalistă    | 8.  | 3 august 2009      | $10,000   | Arad, România      | Zgură     | Ani Mijačika        | 1–6, 2–6           |
| Finalistă    | 9.  | 14 septembrie 2009 | $10,000   | Lleida, Spania     | Zgură     | Lara Arruabarrena   | 3–6, 7–5, 2–6      |
| Finalistă    | 10. | 17 mai 2010        | $10,000   | București, România | Zgură     | Alexandra Cadanțu   | 2–6, 4–6           |
| Finalistă    | 11. | 27 septembrie 2010 | $10,000   | Ciampino, Italia   | Zgură     | Martina Caregaro    | 3–6, 3–6           |
| Câștigătoare | 3.  | 18 octombrie 2010  | $10,000   | Dubrovnik, Croația | Zgură     | Vivienne Vierin     | 6–3, 7–5           |
| Câștigătoare | 4.  | 15 noiembrie 2010  | $10,000   | Majorca, Spania    | Zgură     | Karin Knapp         | 6–4, 6–2           |
| Finalistă    | 12. | 28 februarie 2011  | $10,000   | Antalya, Turcia    | Zgură     | Cristina Dinu       | 2–6, 3–6           |
| Câștigătoare | 5.  | 11 iulie 2011      | $10,000   | Iași, România      | Zgură     | Daniëlle Harmsen    | 7–6(11–9), 6–2     |
| Câștigătoare | 6.  | 15 august 2011     | $10,000   | Arad, România      | Zgură     | Raluca Elena Platon | 6–1, 1–0, ret.     |
| Câștigătoare | 7.  | 17 octombrie 2011  | $10,000   | Antalya, Turcia    | Zgură     | Anna-Lena Friedsam  | 6–4, 6–2           |
| Câștigătoare | 8.  | 24 octombrie 2011  | $10,000   | Antalya, Turcia    | Zgură     | Maryna Zanevska     | 6–1, 6–7(5–7), 6–4 |
| Finalistă    | 13. | 6 februarie 2012   | $10,000   | Antalya, Turcia    | Zgură     | Cristina Dinu       | 1–6, 1–6           |
| Finalistă    | 14. | 22 octombrie 2012  | $10,000   | Antalya, Turcia    | Zgură     | Olga Ianchuk        | 6–3, 4–6, 4–6      |
| Finalistă    | 15. | 18 noiembrie 2013  | $10,000   | Antalya, Turcia    | Zgură     | Ekaterine Gorgodze  | 6–4, 1–6, 4–6      |
| Câștigătoare | 9.  | 5 mai 2014         | $10,000   | Pula, Italia       | Zgură     | Gloria Liang        | 6–2, 6–7(7–9), 6–0 |
| Finalistă    | 16. | 4 august 2014      | $10,000   | Arad, România      | Zgură     | Nicoleta Dascălu    | 3–6, 3–6           |
| Câștigătoare | 10. | 20 octombrie 2014  | $10,000   | Pula, Italia       | Zgură     | Martina Spigarelli  | 6–2, 6–4           |
| Finalistă    | 17. | 16 februarie 2015  | $10,000   | Antalya, Turcia    | Zgură     | Sofia Kvatsabaia    | 4–6, 6–7(6–8)      |
| Câștigătoare | 11. | 23 februarie 2015  | $10,000   | Antalya, Turcia    | Zgură     | Berfu Cengiz        | 4–6, 6–4, 6–0      |
| Câștigătoare | 12. | 1 iunie 2015       | $10,000   | Galați, România    | Zgură     | Irina Maria Bara    | 6–3, 4–6, 6–3      |
| Câștigătoare | 13. | 17 august 2015     | $10,000   | București, România | Zgură     | Cristina Ene        | 6–3, 4–6, 6–1      |
| Finalistă    | 18. | 31 octombrie 2016  | $10,000   | Hammamet, Tunisia  | Zgură     | Jil Teichmann       | 4–6, 4–6           |

### Dublu (49-31)
| Legendă                    |
| -------------------------- |
| Turnee 100.000 $           |
| Turnee 75.000 $ / 80.000 $ |
| Turnee 50.000 $ / 60.000 $ |
| Turnee 25.000 $            |
| Turnee 15.000 $            |
| Turnee 10.000 $            |

| Suprafața finalei |
| ----------------- |
| Hard (0-0)        |
| Zgură (13-18)     |
| Iarbâ (0-0)       |
| Carpet (0-0)      |

| Rezultat     | No. | Data               | Categoria | Turneu                        | Suprafață | Parteneră                 | Adversari                                  | Scor                       |
| ------------ | --- | ------------------ | --------- | ----------------------------- | --------- | ------------------------- | ------------------------------------------ | -------------------------- |
| Câștigătoare | 1.  | 13 iunie 2005      | $10,000   | București, România            | Zgură     | Corina Corduneanu         | Alexandra Dulgheru Mihaela Moldovan        | 2–2, ret.                  |
| Finalistă    | 1.  | 8 mai 2006         | $10,000   | București, România            | Zgură     | Sorana Cîrstea            | Gabriela Niculescu Monica Niculescu        | 3–6, 0–6                   |
| Finalistă    | 2.  | 12 iunie 2006      | $10,000   | Mediaș, România               | Zgură     | Raluca Ciulei             | Laura-Ioana Andrei Andrada Dinu            | 5–7, 5–7                   |
| Finalistă    | 3.  | 14 august 2006     | $10,000   | Bratislava, Slovacia          | Zgură     | Maren Kassens             | Eva Fislová Stanislava Hrozenská           | 2–6, 2–6                   |
| Câștigătoare | 2.  | 21 august 2006     | $10,000   | Maribor, Slovenia             | Zgură     | Antonia Xenia Tout        | Dia Evtimova Maša Zec Peškirič             | w/o                        |
| Finalistă    | 4.  | 28 august 2006     | $10,000   | Timișoara, România            | Zgură     | Ágnes Szatmári            | Corina Corduneanu Ioana Gaspar             | 3–6, 4–6                   |
| Finalistă    | 5.  | 4 septembrie 2006  | $10,000   | București, România            | Zgură     | Antonia Xenia Tout        | Laura-Ioana Andrei Maria Luiza Crăciun     | 4–6, 6–1, 3–6              |
| Finalistă    | 6.  | 4 iunie 2007       | $10,000   | Pitești, România              | Zgură     | Antonia Xenia Tout        | Laura-Ioana Andrei Raluca Ciulei           | 2–6, 4–6                   |
| Finalistă    | 7.  | 11 iuni 2007       | $10,000   | Balș, România                 | Zgură     | Antonia Xenia Tout        | Raluca Ciulei María Irigoyen               | 3–6, 3–6                   |
| Finalistă    | 8.  | 23 iulie 2007      | $10,000   | Arad, România                 | Zgură     | Antonia Xenia Tout        | Melisa Cabrera Handt Carolina Gago Fuentes | 5–7, 4–6                   |
| Câștigătoare | 3.  | 27 august 2007     | $10,000   | Hunedoara, România            | Zgură     | Antonia Xenia Tout        | Laura-Ioana Andrei Irina-Camelia Begu      | 3–6, 6–4, 6–4              |
| Câștigătoare | 4.  | 9 iunie 2008       | $10,000   | Craiova, România              | Zgură     | Laura-Ioana Andrei        | Irina-Camelia Begu Alexandra Damaschin     | 6–3, 6–1                   |
| Finalistă    | 9.  | 14 iulie 2008      | $10,000   | Balș, România                 | Zgură     | Laura-Ioana Andrei        | Camelia Hristea Ionela-Andreea Iova        | 6–2, 4–6, [8–10]           |
| Câștigătoare | 5.  | 28 iulie 2008      | $10,000   | Arad, România                 | Zgură     | Laura-Ioana Andrei        | Elora Dabija Andreea Mitu                  | 3–6, 6–2, [10–6]           |
| Câștigătoare | 6.  | 20 octombrie 2008  | $10,000   | Sant Cugat del Vallès, Spania | Zgură     | Olga Brózda               | Melisa Cabrera Handt Lucía Sainz Pelegri   | 6–7(4–7), 7–6(7–3), [10–7] |
| Finalistă    | 10. | 25 mai 2009        | $10,000   | Pitești, România              | Zgură     | Andreea Mitu              | Alexandra Damaschin Camelia Hristea        | 1–6, 4–6                   |
| Câștigătoare | 7.  | 27 iulie 2009      | $10,000   | Onești, România               | Zgură     | Alexandra Damaschin       | Camelia Hristea Veronica Popovici          | 6–2, 6–1                   |
| Câștigătoare | 8.  | 3 august 2009      | $10,000   | Arad, România                 | Zgură     | Andreea Mitu              | Ionela-Andreea Iova Ioana Ivan             | 6–3, 7–5                   |
| Câștigătoare | 9.  | 19 octombrie 2009  | $10,000   | Thessaloniki, Grecia          | Zgură     | Camelia Hristea           | Olga Brózda Justyna Jegiołka               | 5–7, 6–4, [11–9]           |
| Finalistă    | 11. | 7 decembrie 2009   | $10,000   | Benicarló, Spania             | Zgură     | Alexandra Cadanțu         | Romina Oprandi Laura Pous Tió              | 4–6, 3–6                   |
| Câștigătoare | 10. | 8 martie 2010      | $10,000   | Antalya, Turcia               | Zgură     | Andreea Mitu              | Evelyn mair Julia mair                     | 6–7(3–7), 6–1, [11–9]      |
| Câștigătoare | 12. | 17 mai 2010        | $10,000   | București, România            | Zgură     | Andreea Mitu              | Laura-Ioana Andrei Mădălina Gojnea         | 4–6, 6–3, [7–10]           |
| Câștigătoare | 11. | 19 iulie 2010      | $10,000   | București, România            | Zgură     | Andreea Mitu              | Dessislava Mladenova Dalia Zafirova        | 6–3, 6–1                   |
| Finalistă    | 13. | 16 august 2010     | $10,000   | București, România            | Zgură     | Camelia Hristea           | Laura-Ioana Andrei Mihaela Buzărnescu      | 1–6, 3–6                   |
| Câștigătoare | 12. | 23 august 2010     | $10,000   | Wanfercée-Baulet, Belgia      | Zgură     | Alizé Lim                 | Gally De Wael Fatima El Allami             | 6–0, 6–3                   |
| Câștigătoare | 13. | 27 septembrie 2010 | $10,000   | Ciampino, Italia              | Zgură     | Valentina Sulpizio        | Stefania Chieppa Martina Gledacheva        | 6–4, 6–4                   |
| Câștigătoare | 14. | 25 october 2010    | $10,000   | Dubrovnik, Croația            | Zgură     | Andreea Văideanu          | Olga Brózda Natalia Kołat                  | 6–3, 6–2                   |
| Câștigătoare | 15. | 15 noiembrie 2010  | $10,000   | Majorca, Spania               | Zgură     | Raluca Elena Platon       | Maria João Koehler Avgusta Tsybysheva      | 6–3, 7–6(7–3)              |
| Câștigătoare | 16. | 11 aprilie 2011    | $10,000   | Pomezia, Italia               | Zgură     | Karin Knapp               | Conny Perrin Marina Shamayko               | 7–6(7–3), 6–2              |
| Finalistă    | 14. | 18 aprilie 2011    | $25,000   | Civitavecchia, Italia         | Zgură     | Liana Ungur               | Daniëlle Harmsen Réka Luca Jani            | 2–6, 3–6                   |
| Câștigătoare | 17. | 27 iunie 2011      | $25,000   | Ystad, Suedia                 | Zgură     | Alexandra Cadanțu         | Mervana Jugić-Salkić Emma Laine            | 6–4, 2–6, [10–5]           |
| Câștigătoare | 18. | 4 iulie 2011       | $25,000   | Craiova, România              | Zgură     | Daniëlle Harmsen          | Elena Bogdan Mihaela Buzărnescu            | 4–6, 7–6(7–5), [10–6]      |
| Câștigătoare | 19. | 11 iulie 2011      | $10,000   | Iași, România                 | Zgură     | Daniëlle Harmsen          | Ionela-Andreea Iova Andreea Văideanu       | 6–4, 6–1                   |
| Câștigătoare | 20. | 15 august 2011     | $10,000   | Arad, România                 | Zgură     | Andreea Văideanu          | Bianca Hîncu Diana Marcu                   | 6–3, 6–7(4–7), [16–14]     |
| Câștigătoare | 21. | 5 septembrie 2011  | $25,000   | Alphen aan den Rijn, Olanda   | Zgură     | Daniëlle Harmsen          | Katarzyna Piter Barbara Sobaszkiewicz      | 6–2, 6–7(4–7), [11–9]      |
| Finalistă    | 15. | 17 octombrie 2011  | $10,000   | Antalya, Turcia               | Zgură     | Daniëlle Harmsen          | Sofia Kvatsabaia Maryna Zanevska           | 4–6, 1–6                   |
| Câștigătoare | 22. | 24 octombrie 2011  | $10,000   | Antalya, Turcia               | Zgură     | Daniëlle Harmsen          | Laura-Ioana Andrei Camelia Hristea         | 6–0, 6–3                   |
| Câștigătoare | 23. | 21 noiembrie 2011  | $10,000   | Antalya, Turcia               | Zgură     | Daniëlle Harmsen          | Dalila Jakupović Sarah-Rebecca Sekulic     | 6–1, 6–3                   |
| Câștigătoare | 24. | 28 noiembrie 2011  | $10,000   | Antalya, Turcia               | Zgură     | Daniëlle Harmsen          | Elena-Teodora Cadar Ioana Loredana Roșca   | 7–5, 6–2                   |
| Câștigătoare | 25. | 30 ianuarie 2012   | $10,000   | Antalya, Turcia               | Zgură     | Daniëlle Harmsen          | Ilona Kremen Emi Mutaguchi                 | 6–0, 1–6, [10–6]           |
| Câștigătoare | 26. | 6 februarie 2012   | $10,000   | Antalya, Turcia               | Zgură     | Daniëlle Harmsen          | Seda Arantekin Hülya Esen                  | 7–6(7–5), 6–1              |
| Câștigătoare | 27. | 5 martie 2012      | $10,000   | Antalya, Turcia               | Zgură     | Cristina Dinu             | Angelina Gabueva Margarita Lazareva        | 6–0, 5–7, [10–3]           |
| Finalistă    | 16. | 2 iulie 2012       | $15,000   | Rovereto, Italia              | Zgură     | Daniëlle Harmsen          | Estelle Guisard Julia mair                 | 3–6, 3–6                   |
| Câștigătoare | 28. | 30 iulie 2012      | $25,000   | Rebecq, Belgia                | Zgură     | Daniëlle Harmsen          | Lesley Kerkhove Marina Melnikova           | 6–4, 6–2                   |
| Câștigătoare | 29. | 6 august 2012      | $25,000   | Koksijde, Belgia              | Zgură     | Daniëlle Harmsen          | Myrtille Georges Celine Ghesquiere         | 3–6, 6–3, [10–5]           |
| Câștigătoare | 30. | 3 septembrie 2012  | $25,000   | Alphen aan den Rijn, Olanda   | Zgură     | Daniëlle Harmsen          | Corinna Dentoni Justine Ozga               | 6–2, 6–0                   |
| Finalistă    | 17. | 24 septembrie 2012 | $10,000   | Antalya, Turcia               | Zgură     | Bianca Hîncu              | Anaïs Laurendon Kateřina Vaňková           | 5–7, 3–6                   |
| Câștigătoare | 31. | 29 octombrie 2012  | $10,000   | Antalya, Turcia               | Zgură     | Daniëlle Harmsen          | Hülya Esen Lütfiye Esen                    | 4–6, 6–1, [10–3]           |
| Finalistă    | 18. | 5 noiembrie 2012   | $10,000   | Antalya, Turcia               | Zgură     | Daniëlle Harmsen          | Ágnes Bukta Petra Krejsová                 | w/o                        |
| Câștigătoare | 32. | 8 aprilie 2013     | $10,000   | Antalya, Turcia               | Hard      | Irina Maria Bara          | Beatriz Haddad Maia Bárbara Luz            | 7–5, 6–1                   |
| Finalistă    | 19. | 15 aprilie 2013    | $10,000   | Antalya, Turcia               | Hard      | Irina Maria Bara          | Andrea Benítez Carla Forte                 | 2–6, 4–6                   |
| Câștigătoare | 33. | 8 iulie 2013       | $10,000   | Iași, România                 | Zgură     | Irina Maria Bara          | Anita Husarić Kateryna Sliusar             | 6–2, 6–1                   |
| Câștigătoare | 34. | 5 august 2013      | $10,000   | Arad, România                 | Zgură     | Irina Maria Bara          | Cristina Adamescu Ana Bianca Mihaila       | 6–4, 6–3                   |
| Finalistă    | 20. | 12 august 2013     | $50,000+H | Craiova, România              | Zgură     | Christina Shakovets       | Alice Balducci Katarzyna Kawa              | 6–3, 6–7(3–7), [8–10]      |
| Finalistă    | 21. | 26 august 2013     | $25,000   | Mamaia, România               | Zgură     | Inés Ferrer Suárez        | Kamila Kerimbayeva Christina Shakovets     | 3–6, 5–7                   |
| Câștigătoare | 35. | 28 octombrie 2013  | $10,000   | Antalya, Turcia               | Zgură     | Raluca Elena Platon       | Ekaterine Gorgodze Pia König               | 3–6, 6–3, [10–5]           |
| Câștigătoare | 36. | 4 noiembrie 2013   | $10,000   | Antalya, Turcia               | Zgură     | Raluca Elena Platon       | Lina Gjorcheska Martina Kubičíková         | 7–5, 6–1                   |
| Finalistă    | 22. | 11 noiembrie 2013  | $10,000   | Antalya, Turcia               | Zgură     | Raluca Elena Platon       | Lina Gjorcheska Anastasia Vdovenco         | 3–6, 2–6                   |
| Câștigătoare | 37. | 9 decembrie 2013   | $10,000   | Antalya, Turcia               | Zgură     | Raluca Elena Platon       | Michika Ozeki Hikari Yamamoto              | 7–5, 6–1                   |
| Finalistă    | 23. | 27 ianuarie 2014   | $10,000   | Antalya, Turcia               | Zgură     | Irina Maria Bara          | Sviatlana Pirazhenka Alyona Sotnikova      | 5–7, 6–1, [7–10]           |
| Câștigătoare | 38. | 31 martie 2014     | $10,000   | Pula, Italia                  | Zgură     | Alice Balducci            | Tatiana Búa Inés Ferrer Suárez             | 3–6, 6–1, [10–1]           |
| Finalistă    | 24. | 7 aprilie 2014     | $10,000   | Pula, Italia                  | Zgură     | Alice Balducci            | Mana Ayukawa Jeļena Ostapenko              | 5–7, 6–3, [5–10]           |
| Câștigătoare | 39. | 28 aprilie 2014    | $10,000   | Pula, Italia                  | Zgură     | Claudia Giovine           | Martina Caregaro Anna Floris               | 6–2, 6–4                   |
| Finalistă    | 25. | 30 iunie 2014      | $10,000   | Bruxelles, Belgia             | Zgură     | Natela Dzalamidze         | Alice Matteucci Camilla Rosatello          | 4–6, 6–3, [3–10]           |
| Câștigătoare | 40. | 28 iulie 2014      | $25,000   | Bad Saulgau, Germania         | Zgură     | Arabela Fernández Rabener | Rebecca Peterson Hilda Melander            | 7–5, 6–3                   |
| Câștigătoare | 41. | 4 august 2014      | $10,000   | Arad, România                 | Zgură     | Irina Maria Bara          | Lina Gjorcheska Camelia Hristea            | 4–6, 7–5, [10–6]           |
| Finalistă    | 26. | 1 septembrie 2014  | $10,000   | Galați, România               | Zgură     | Arabela Fernández Rabener | Oana Georgeta Simion Ágnes Szatmári        | 6–4, 4–6, [8–10]           |
| Finalistă    | 27. | 22 septembrie 2014 | $10,000   | Varna, Bulgaria               | Zgură     | Raluca Elena Platon       | Isabella Shinikova Julia Terziyska         | 5–7, 1–6                   |
| Câștigătoare | 42. | 29 septembrie 2014 | $10,000   | Albena, Bulgaria              | Zgură     | Raluca Elena Platon       | Helen Ploskina Anastasia Vdovenco          | 6–2, 6–2                   |
| Finalistă    | 28. | 13 octombrie 2014  | $10,000   | Pula, Italia                  | Zgură     | Raluca Elena Platon       | Anna Klasen Charlotte Klasen               | 2–6, 3–6                   |
| Câștigătoare | 43. | 20 octombrie 2014  | $10,000   | Pula, Italia                  | Zgură     | Raluca Elena Platon       | Inger van Dijkman Janneke Wikkerink        | 6–2, 7–5                   |
| Câștigătoare | 44. | 8 decembrie 2014   | $10,000   | Antalya, Turcia               | Zgură     | Irina Maria Bara          | Magdalena Stoilkovska Elke Tiel            | 6–2, 6–4                   |
| Finalistă    | 29. | 16 martie 2015     | $10,000   | Port El Kantaoui, Tunisia     | Hard      | Raluca Ciufrila           | Inger van Dijkman Britt Geukens            | 2–6, 0–6                   |
| Câștigătoare | 45. | 6 aprilie 2015     | $25,000   | Chiasso, Elveția              | Zgură     | Réka Luca Jani            | Giulia Gatto-Monticone Alice Matteucci     | 6–2, 7–5                   |
| Finalistă    | 30. | 27 aprilie 2015    | $25,000   | Pula, Italia                  | Zgură     | Alice Matteucci           | Nastja Kolar Despina Papamichail           | 1–6, 6–1, [8–10]           |
| Finalistă    | 31. | 8 iuniee 2015      | $25,000   | Galați, România               | Zgură     | Irina Maria Bara          | Cristina Dinu Lina Gjorcheska              | 4–6, 2–6                   |
| Câștigătoare | 46. | 3 august 2015      | $25,000   | Bad Saulgau, Germania         | Zgură     | Cristina Dinu             | Despina Papamichail Maria Sakkari          | 2–6, 6–3, [10–8]           |
| Câștigătoare | 47. | 17 august 2015     | $10,000   | București, România            | Zgură     | Cristina Dinu             | Elena Ruse Oana Georgeta Simion            | 6–0, 6–2                   |
| Câștigătoare | 48. | 17 octombrie 2016  | $10,000   | Antalya, Turcia               | Zgură     | Ágnes Bukta               | Ulyana Ayzatulina Anastasiya Poplavska     | 6–4, 6–1                   |
| Câștigătoare | 49. | 7 noiembrie 2016   | $10,000   | Hammamet, Tunisia             | Zgură     | Ilona Georgiana Ghioroaie | Carolina Meligeni Alves Noelia Zeballos    | 3–6, 6–1, [10–8]           |

## Legături externe
- Diana Enache la Women's Tennis Association
- Diana Enache la International Tennis Federation